# Cop Game
Cop Game (wł. Gioco di poliziotto) – włoski film sensacyjny w reżyserii Brunona Mattei, powstały w roku 1988, jednak wydany trzy lata później. Remake filmu Sajgon (Off Limits, 1988).

## Fabuła
Morgan i Hawk są śledczymi w sprawie dotyczącej wojskowych zamordowanych przez zamachowców z elitarnej grupy komandosów. Wpadają na trop ogromnego spisku.

## Obsada
- Brent Huff – Morgan
- Max Laurel – Hawk
- Romano Puppo – kapitan „Skipper” Kirk
- Werner Pochath – pułkownik Kasler
- Robert Marius – major Shooman
- Don Wilson (IV) – sierżant Ludge
- Claudio Fragasso – kapral
- Ottaviano Dell’Acqua − żołnierz